# Hector de Callias
 (août 2022).
- Si vous ne connaissez pas le sujet, laissez ce bandeau (vous pouvez alors contacter les auteurs).
- Si vous supprimez le contenu mis en cause (vous pouvez préalablement contacter les auteurs),

argumentez précisément cette suppression dans la page de discussion
(un manque de référence n'est pas un argument ; une recherche réelle de référence doit avoir été effectuée, être formellement documentée).
Hector de Callias, né le 30 septembre 1841 à Paris et mort le 8 novembre 1887 à Fontainebleau, est un journaliste et écrivain français. Il est l'époux de Nina de Callias, la Dame aux éventails de Manet.

## Biographie

### Filiation
Hector Bénigne Richard de Callias est né le 30 septembre 1841 à Paris (ancien 3e arrondissement). Il appartenait à une « famille savoyarde ayant quelque ancienneté ». Il est, en effet, le fils du marquis Joseph de Callias (né au Noyer, en Savoie, le 12 août 1817), ingénieur, homme de plume et surtout professeur de français. Sa mère Bénigne Melzer était professeur de dessin de la ville de Paris et peintre sur faïence. Elle est la fille de Charles Louis Melzer peintre d'histoire, élève d'Antoine-Jean Gros. 
Hector avait un frère, Horace de Callias, né le 18 septembre 1847,.

### Mariage
Le 3 novembre 1864, il épouse Anne-Marie Gaillard - connue ensuite sous le nom de Nina de Callias -, à la mairie du 9e arrondissement de Paris, rue Drouot. Arsène Houssaye, le directeur du journal où travaillait Hector de Callias - et témoin à son mariage - a raconté cette union : 

« Hector de Callias, tout jeune alors, jouant les Boufflers et les Rivarol dans le Figaro et ailleurs, eut l'étrange idée de se marier, lui qu'on aurait presque pris pour M. de Cupidon, tant il était encore imberbe et évaporé. Mais il avait rencontré de par le monde chantant, Mlle Nina de Villars, qui ne lui apportait pas seulement un piano en dot, mais aussi cinquante mille livres de rentes. Pour un disciple d'Apollon, c'était inespéré ; mais, par malheur, il n'aimait point le piano. (...) Il vint me demander d'être son témoin avec Nieuwerkerque. »

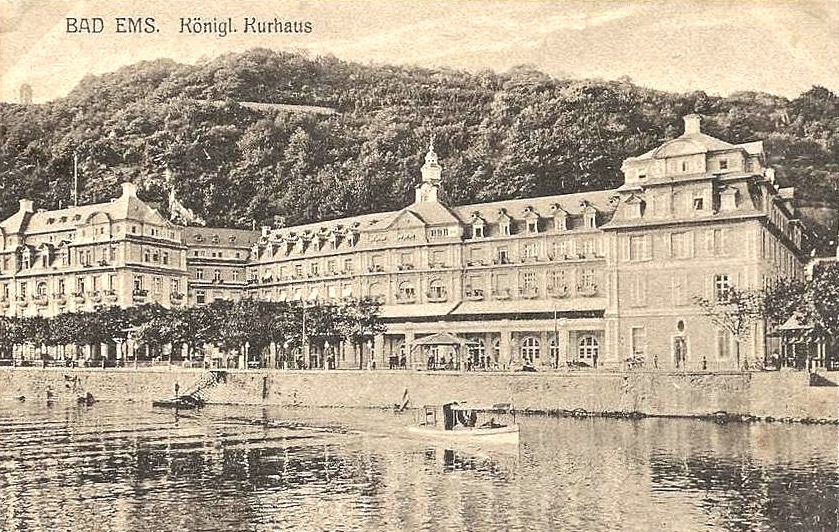
Bad Ems, Kurhaus, avant 1914.

L'entente entre les deux mariés ne dure pas. Arsène Houssaye a fourni son explication de la discorde :
- «... Callias et Nina, deux excentriques, ruisselants d'insenséisme. Ils avaient beaucoup trop d'esprit, c'est ce qui les a tués. J'avais été avec Nieuwerkerke témoin de leur hyménée. Je les retrouvai l'été suivant à Ems ; lui, poète et journaliste, avait brisé sa plume ; elle, grande pianiste, avait donné la clef de son piano à son mari, qui la jeta par la fenêtre. Que faisaient-ils à Ems ? Ils s'aimaient. Voilà qui est bien ; mais ils apprenaient trop à apprécier les vins du Rhin. Ils buvaient à leur déjeuner deux bouteilles de Johannisberg, tout en trempant leurs lèvres dans quelques vins de France. Ce n'était encore qu'une douce griserie sous le rayonnement de l'amour. Mais la dame, ayant retrouvé la clef de son piano, exaspéra bientôt le mari, qui avait horreur de la musique. Il eut la grandeur d'âme de se séparer de sa femme, quoiqu'il n'eût pas un sou vaillant et quoiqu'elle eût 80 000 livres de rente. Nina retourna à sa mère ; Hector retourna au Figaro, où il aiguisa "les mots de la fin" jusqu'au dernier mot de sa fin»[6].

La rupture entre les deux époux se matérialise par la séparation de corps vers 1867. Et Hector de Gallias fait montre de distinction : « Dans cette conjoncture (son) attitude, malgré tous ses torts, aurait été celle d'un galant homme. M. Gaillard [père de Nina] lui ayant fait offrir une rente viagère de 3 000 francs pour faire défaut au procès, afin d'éviter le retentissement d'un débat contradictoire, il fit défaut, comme on le lui demandait, mais refusa la rente ».

### Inconduites
Hector de Callias se fait remarquer, dans les années qui suivent son mariage, par des conduites qui lui valent l'attention de la police :
- « À  partir de 1880, de nombreux documents attestent de ses problèmes avec l’autorité (...) Hector de Callias est arrêté le 5 mai 1881 pour avoir crié "de toutes ses forces", à 2 heures du  matin, "à bas les Jésuites, les canailles, tas de crapules, et de sales cochons" ! Hector est cité le 20 mai 1884 pour "ivresse manifeste»" ; le 8 avril 1885, pour "ivresse et bris de carreaux" ; le 11 avril 1885, pour "ivresse manifeste" ; le 21 avril 1885, "trouvé en état complet d’ivresse, couché sur le trottoir" ; le 30 janvier 1886 "tombé sur le trottoir dans un état complet d’ivresse" ; le 3 décembre 1886, en état d’ivresse, il prend une voiture, l’occupe pendant une heure et ne paie pas la course et finalement, le 9 janvier 1887, il est arrêté devant  le 17 rue  Chaptal[n 1] "pour ivresse manifeste" »[8].

Ayant rompu tout lien avec elle, Hector de Callias assiste cependant à l'enterrement de Nina de Villard en juillet 1884. Oubliée de la plupart des célébrités ayant fréquenté son salon, elle fut portée en terre par une vingtaine de personnes seulement :
- « Par contre, on eut la surprise de voir au premier rang, Hector de Callias, qui ne l'avait plus revue depuis leur séparation. Il conduisit le deuil, mais évita de recevoir les poignées de main après la cérémonie. Il en laissa le soin à Charles Cros et se précipita - ivrogne invétéré - au premier comptoir pour étancher une soif que l'émotion avait rendue intolérable ! Lepelletier nous affirme qu'on le rencontra, trois jours après, avec le même habit noir et la même cravate qui avait été blanche, titubant sur les trottoirs et haranguant les becs de gaz. Il n'était pas encore rentré chez lui »[9].

### Mort

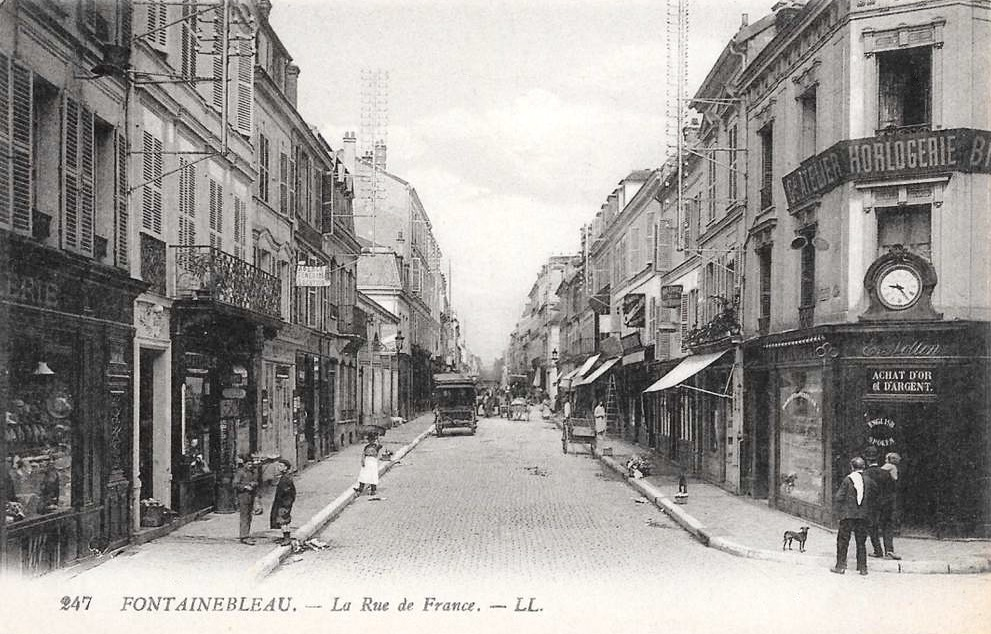
Hector de Callias est mort à Fontainebleau, dans un hôtel anciennement situé à la place de l'horlogerie (à droite).

Hector de Callias meurt le 8 novembre 1887 à Fontainebleau (Seine-et-Marne), « dans une hôtellerie où il ne connaissait pas âme qui vive », au numéro 10 de la rue de France,. Arsène Houssaye a laissé ce récit des instants ultimes du journaliste : 

« Sa mort fut douce : la servante de l'endroit lui apporta, dans son lit, son café après le déjeuner. Très éteint déjà, il lui dit : "Allume-moi ma pipe". Cette brave créature alluma la pipe et la passa à Callias. Il huma une gorgée de café et un nuage de fumée, après quoi il rendit son âme à Dieu.
Jeu de la fatalité ! Sa mère, un peintre distingué qui a toute une école de jeunes étrangères dans son atelier, passait la belle saison à Fontainebleau, tout inquiète de ne pas revoir son fils. Or elle demeurait tout juste en face de l'hôtellerie où avait échoué le journaliste. "Qui donc est mort ? demanda-t-elle, en voyant passer une bière." On lui répondit : "C'est un monsieur qui n'avait pas de papiers ; on a seulement trouvé sur sa table de nuit des mots pour rire qu'il adressait au Figaro." Je peindrais mal la douleur de cette vaillante mère qui a mis au monde un vrai peintre et un vrai poète ; le peintre, c'est Horace de Callias. Si on réunit un jour en un volume les maximes à la Chamfort d'Hector de Callias, le volume survivra. »

## Une carrière de journaliste

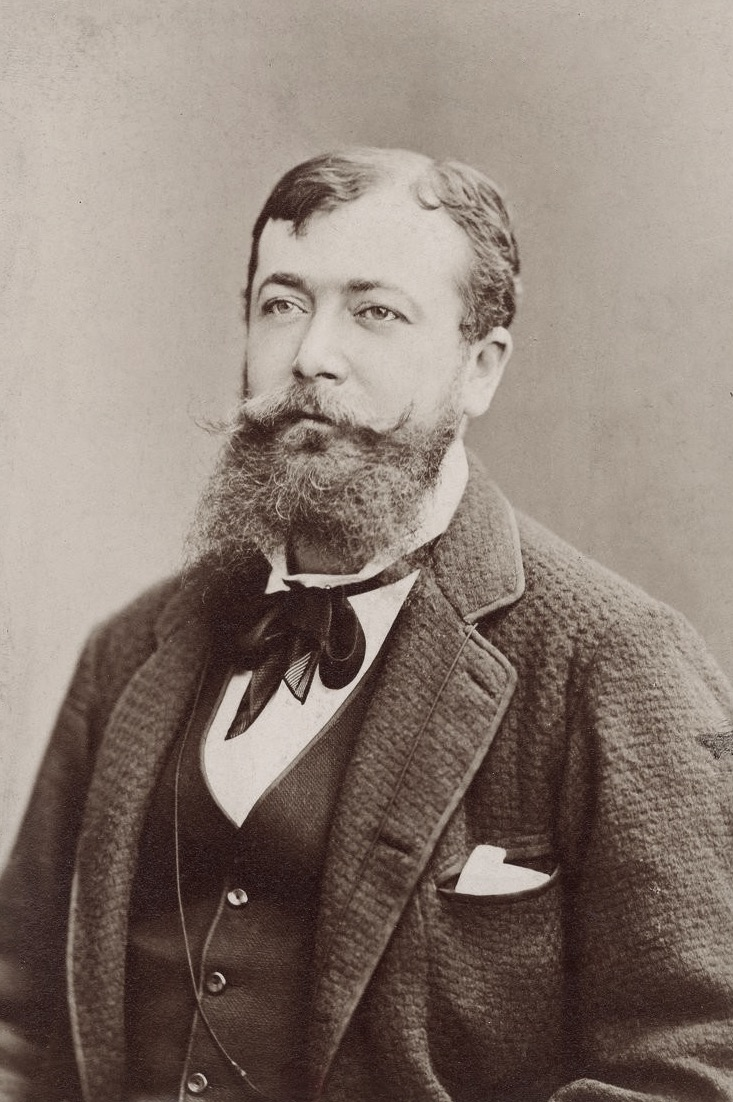
Hector de Callias.

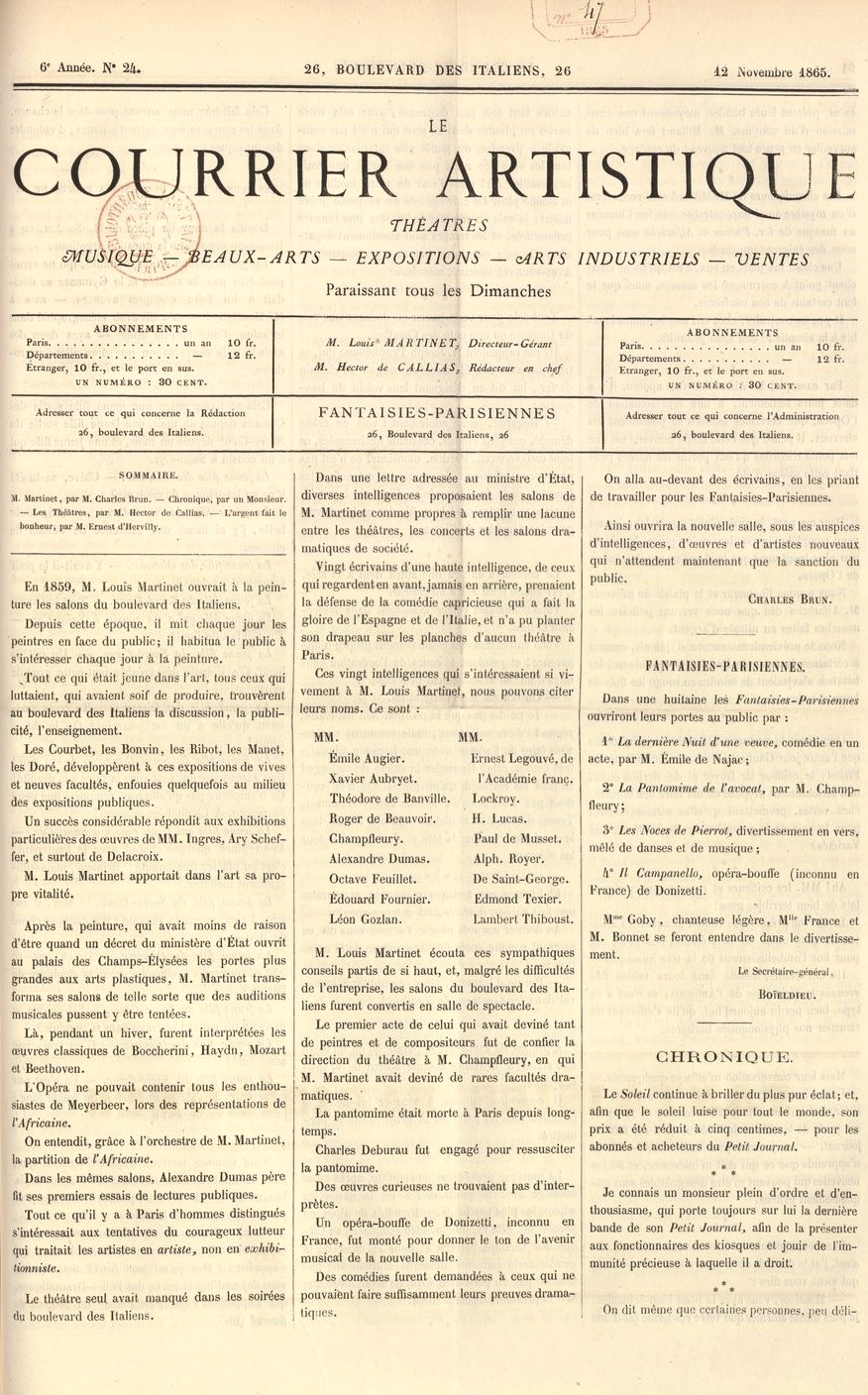
Le Courrier artistique, 12 novembre 1865.

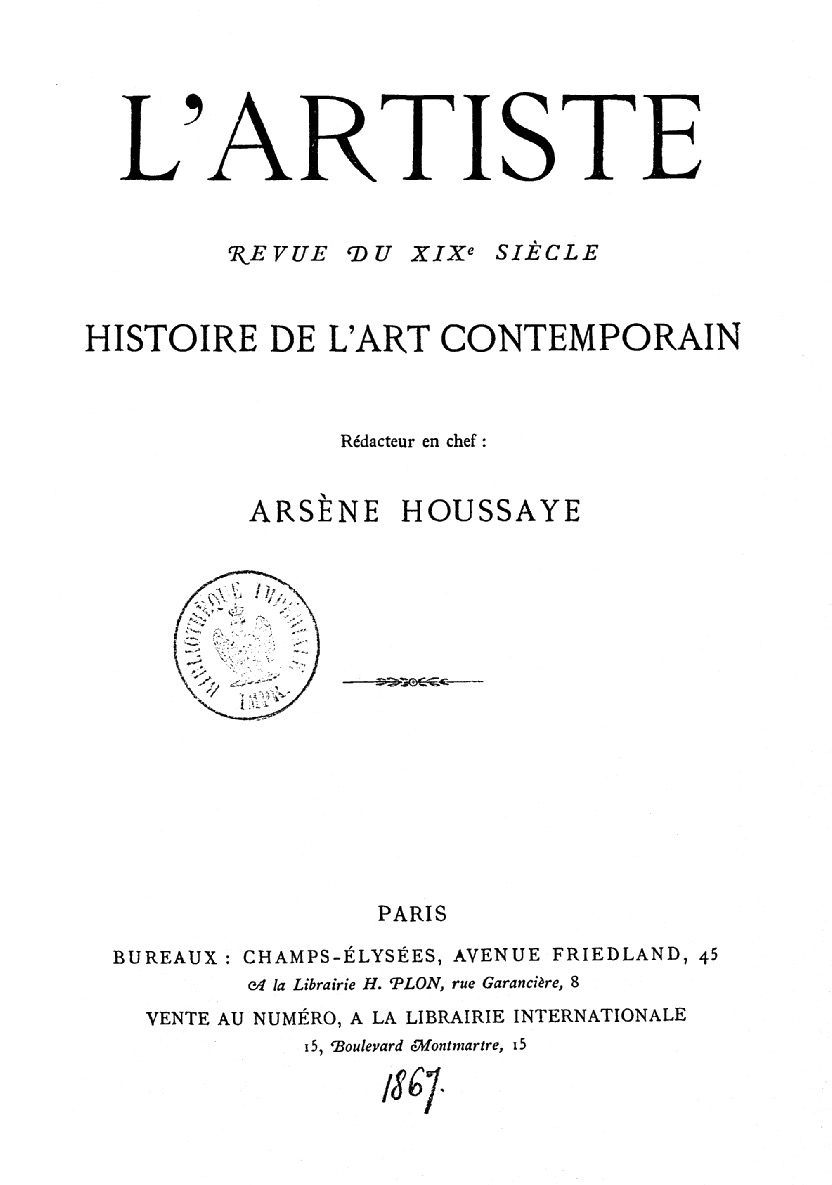
L'Artiste, 1867.

Au moment de son décès, Les Annales politiques et littéraires ont dressé son portrait : «À ses débuts, il y a vingt-cinq ans environ, Hector de Callias apparut comme un altéré d'élégance et comme le plus gandin des gens de lettres ; on ne disait pas encore gommeux. Il était toujours vêtu des couleurs les plus tendres : dans sa toilette, le gris perle alternait avec la fleur de pêcher et le caca-d'oie. Il portait toujours la fine badine et ne se dégantait pas, même quand, par hasard, il s'asseyait pour quelque temps au café. Il ne collaborait guère qu'à des revues élégantes, aux couvertures glacées et dont les livraisons ressemblaient à des boites de bonbons. Il s'excusait de donner de la copie à L'Artiste, les jours où il s'encanaillait. Aucun de ses confrères ne semblait assez homme du monde ; il ne soupirait qu'après le high-life et laissait volontiers échapper de ses poches des invitations sur bristol teinté, armorié et parfumé. (...) Morny, qui le protégeait, lui fit contracter un beau mariage. Mais sa prospérité ne dura qu'un temps. Bientôt Callias tomba dans l'ivrognerie».
Hector de Callias a été rédacteur en chef du Courrier artistique que dirigeait Louis Martinet. Il y tient une chronique du théâtre. Il écrit dans L'Éclair, journal littéraire qui paraît le dimanche. Il collabore au Figaro, à la Gazette des étrangers, à la Revue du XIXe siècle, sous les pseudonymes de "Dorante" et de "Pierre Dax". Il signe "Toto" en 1868 au Gaulois,. 

Il a été journaliste à L'Artiste, dirigé par Arsène Houssaye, où il écrit des chroniques sur le théâtre, sur les salons de peinture. Défenseur, entre autres, de l'opéra bouffe, il écrit par exemple, dans la livraison de mars 1862 de L'Artiste, après le départ d'Offenbach de la direction des Bouffes-Parisiens : 

« j'ai pu m'assurer positivement d'une chose dont j'étais convaincu au fond, c'est que le théâtre des Bouffes a pris chez nous une profonde racine, et qu'il a ses destinées. (...) Après tout, ce qui est bon vaut toujours mieux que ce qui est mauvais, et un bon vaudeville est meilleur qu'une mauvaise tragédie. Le bouffe est le petit art que les maîtres n'ont pas dédaigné, à côté du grand art, et lui ont parfois accolé. Allant plus loin, on peut même dire qu'il n'y a ni grand art ni petit art, mais que tout ce qui est parfait en soi est beau et grand. Shakespeare et Molière ont fait beaucoup de bouffe, les anciens aussi, et ils étaient peut-être aussi sérieux que nous.
Offenbach n'a probablement pas été cherché si loin quand il a bâti son théâtre : il avait devant lui un exemple aussi grand et plus moderne, Rossini. (...) La bouffonnerie musicale, qui manquait en France, devait y être introduite, et elle le fut en effet. Offenbach sut, après les maîtres italiens, trouver des accents comiques, originaux et parisiens. En cela, malgré le germanisme de son nom, il fut italien. (...) Offenbach, quoi qu'on ait dit de lui, a toujours respecté la rime. Ses pipeaux sont légers, mais ils chantent. Je citerais cent de ses airs qui font fredonner et danser, non seulement Paris, mais l'Europe entière. »

Il arrive que le verbe d'Hector de Callias suscite l'exaspération. En 1874, par exemple, Le Figaro écrit :
- «À la suite d'un article que nous avons publié dernièrement sur Paris-Journal, M. Georges Maillard a attaqué un des auteurs de cet article, M. Hector Callias, en des termes tels qu'une rencontre a été jugée inévitable. MM. Hector de Callias et Georges Maillard se sont battus à l'épée, hier, en Belgique, à Havré, près de Mons. Après cinq reprises et douze minutes de combat, les témoins des deux parties ont séparé les deux adversaires. M. Georges Maillard avait reçu deux coups d'épée, l'un à la poitrine et l'autre à la main ; M. Hector Callias avait été également atteint de deux coups d'épée, à l'avant-bras et à la main»[20].

## Publications
- Le Livre de la vie, 1862.
- Esprit de tout le monde, 1862.
- Les Mirages parisiens, 1867.
- Le Divorce de Marguerite ; Comment on se sépare. - Un enfer rose, 1876.